# Route nationale 29 (Belgique)
Pour les articles homonymes, voir Route nationale 29.
La route nationale 29 est une route nationale de Belgique qui relie Charleroi à Beringen, en passant par Gembloux, Jodoigne et Tirlemont. Celle-ci est interrompue à Diest par la route nationale 2 et le ring R26 servant de boulevard périphérique à la ville.

## Description du tracé

### Communes sur le parcours
- Région wallonne
  -  Province de Hainaut
    - Charleroi
    - Châtelet
    - Fleurus

  -  Province de Namur
    - Sombreffe
    - Gembloux

  -  Province du Brabant wallon
    - Perwez
    - Incourt
    - Jodoigne
- Région flamande
  -  Province du Brabant flamand
    - Hoegaarden
    - Tirlemont
    - Glabbeek
    - Kortenaken
    - Bekkevoort
    - Diest

  -  Province de Limbourg
    - Lummen
    - Beringen

## Statistiques de fréquentation
| BK | Début | Fin | Trafic moyen journalier (6h–22h, en milliers), | Trafic moyen journalier (6h–22h, en milliers), | Trafic moyen journalier (6h–22h, en milliers), | Trafic moyen journalier (6h–22h, en milliers), | Trafic moyen journalier (6h–22h, en milliers), | Trafic moyen journalier (6h–22h, en milliers), | Trafic moyen journalier (6h–22h, en milliers), |
| BK | Début | Fin | 1985                                           | 1990                                           | 1995                                           | 2000                                           | 2005                                           | 2010                                           | 2015                                           |
| -- | ----- | --- | ---------------------------------------------- | ---------------------------------------------- | ---------------------------------------------- | ---------------------------------------------- | ---------------------------------------------- | ---------------------------------------------- | ---------------------------------------------- |